# Thomas Vaubourzeix
Thomas Vaubourzeix é um ciclista francês nascido a 16 de junho de 1989 em Gassin. Estreou como profissional em 2011 com a equipa Team La Pomme Marseille 13. Em 2015 militou na equipa do Veranclassic-Ekoi e a metade de ano alinhou pelo Lupus Racing Team. Na atualidade milita nas fileiras do conjunto Natura4Ever-Roubaix Lille Métropole.

## Palmarés
2010
- 1 etapa do Kreiz Breizh Elites

2012
- 1 etapa do Tour de Bretaña

2014
- 1 etapa da Volta ao Lago Qinghai

2016
- Challenge du Prince-Trophée Princier
- 1 etapa da Volta à Tunísia

2017
- Challenge du Prince-Trophée Princier
- 2 etapas do Tour de Martinica